# Finnmarkslagen
Finnmarkslagen, Lov om rettsforhold og forvaltning av grunn og naturressurser i Finnmark fylke, är en norsk lag från juni 2005.
Finnmarkslagen reglerar utnyttjandet av den tidigare statliga marken i Finnmarks län i Norge. Den är avsedd att säkerställa förutsättningarna för samisk kultur i länet. Lagen slår fast att samerna kollektivt och individuellt genom långvarig användning av land och vatten har förvärvat markrättigheter. Lagen reglerar förhållandena för fastighetsmyndigheten Finnmarksfastigheten (Finnmarkseiendommen/Finnmárkkuopmodat), utredningsmyndigheten Finnmarkskommissionen samt överprövningsdomstolen Utmarksdomstolen. 
Tidigare ägde den norska staten genom Statskog omkring 96 procent av marken i Finnmark. Ägandet överfördes till Finnmarksfastigheten 1 juli 2006. 

## Bakgrund
Bakgrunden till Stortingets beslut var ett önskemål om att öka samernas bruks- och egendomsrättigheter, som en direkt följd av Alta-konflikten om vattenkraftutbyggnad 1980. Efter denna hade ett utredningsarbete skett av den 1980 tillsatta kommittén Samerettsutvalget.
Det första förslaget lämnades av regeringen 2003. Förslag och den process som hade föregått det kritiserades för att stå i strid mot folkrättens regler om ursprungsfolkens rättigheter. Konsultationer mellan Stortinget och norska Sametinget samt Finnmark fylkesting ledde fram till ett att alla tre parter acceptabelt nytt lagförslag.

## Finnmarkskommissionen (nordsamiska Finnmárkokomišuvdna)
En särskild myndighet, underställd Domstolsförvaltningen, skall kartlägga gruppers och enskildas upparbetade rättigheter.
De fem medlemmarna i Finnmarkskommissionen utnämndes i mars 2008. Till ordförande utsågs Jon Gauslaa och som övriga medlemmar Ole Henrik Magga, Anne Marit Pedersen, Hilde Heggelund och Kjell Næss. Med undantag av Ole Henrik Magga, som är professor på Samiska högskolan, är medlemmarna heltidsanställda. Den har sitt säte i Tana bru, där den är samlokaliserad med Indre Finnmark tingrett.

## Utmarksdomstolen
Utmarksdomstolen är en särskild överprövningsdomstol för Finnmark som kan överpröva beslut av Finnmarkskommissionen i tvister om bruks- eller egendomsrätt.  